# Medagliati olimpici nel nuoto femminile
Elenco delle vincitrici di medaglia olimpica femminili del nuoto a partire dall'edizione di debutto delle donne, Stoccolma 1912, fino a  Rio de Janeiro 2016.

## Albo d'oro

### Stile libero

#### 50 metri
| Edizione                                       | Oro                                            | Argento                                      | Bronzo                                       |
| ---------------------------------------------- | ---------------------------------------------- | -------------------------------------------- | -------------------------------------------- |
| Seul 1988                                      | Kristin Otto                                   | Yang Wenyi                                   | Katrin Meißner                               |
| Seul 1988                                      | Kristin Otto                                   | Yang Wenyi                                   | Jill Sterkel                                 |
| Barcellona 1992                                | Yang Wenyi                                     | Zhuang Yong                                  | Angel Martino                                |
| Atlanta 1996                                   | Amy Van Dyken                                  | Le Jingyi                                    | Sandra Völker                                |
| Sydney 2000                                    | Inge de Bruijn                                 | Therese Alshammar                            | Dara Torres                                  |
| Atene 2004                                     | Inge de Bruijn                                 | Malia Metella                                | Lisbeth Lenton                               |
| Pechino 2008                                   | Britta Steffen                                 | Dara Torres                                  | Cate Campbell                                |
| Londra 2012                                    | Ranomi Kromowidjojo                            | Aljaksandra Herasimenja                      | Marleen Veldhuis                             |
| Rio de Janeiro 2016                            | Pernille Blume                                 | Simone Manuel                                | Aljaksandra Herasimenja                      |
| Tokyo 2020                                     | Emma McKeon                                    | Sarah Sjöström                               | Pernille Blume                               |
| Parigi 2024                                    | Sarah Sjöström                                 | Meg Harris                                   | Zhang Yufei                                  |
| Atleta meglio premiato: Inge de Bruijn (2/0/0) | Atleta meglio premiato: Inge de Bruijn (2/0/0) | Nazione meglio premiata: Paesi Bassi (3/0/1) | Nazione meglio premiata: Paesi Bassi (3/0/1) |

#### 100 metri
| Edizione                                    | Oro                                         | Argento                                        | Bronzo                                         |
| ------------------------------------------- | ------------------------------------------- | ---------------------------------------------- | ---------------------------------------------- |
| Stoccolma 1912                              | Fanny Durack                                | Wilhelmina Wylie                               | Jennie Fletcher                                |
| Anversa 1920                                | Ethelda Bleibtrey                           | Irene Guest                                    | Frances Schroth                                |
| Parigi 1924                                 | Ethel Lackie                                | Mariechen Wehselau                             | Gertrude Ederle                                |
| Amsterdam 1928                              | Albina Osipowich                            | Eleanor Saville-Garatti                        | Joyce Cooper                                   |
| Los Angeles 1932                            | Helene Madison                              | Willy den Ouden                                | Eleanor Saville-Garatti                        |
| Berlino 1936                                | Rie Mastenbroek                             | Jeannette Campbell                             | Gisela Arendt                                  |
| Londra 1948                                 | Greta Andersen                              | Ann Curtis                                     | Marie-Louise Vaessen                           |
| Helsinki 1952                               | Katalin Szőke                               | Hannie Termeulen                               | Judit Temes                                    |
| Melbourne 1956                              | Dawn Fraser                                 | Lorraine Crapp                                 | Faith Leech                                    |
| Roma 1960                                   | Dawn Fraser                                 | Chris von Saltza                               | Natalie Steward                                |
| Tokyo 1964                                  | Dawn Fraser                                 | Sharon Stouder                                 | Kathleen Ellis                                 |
| Città del Messico 1968                      | Jan Henne                                   | Susan Pedersen                                 | Linda Gustavson                                |
| Monaco di Baviera 1972                      | Sandra Neilson                              | Shirley Babashoff                              | Shane Gould                                    |
| Montréal 1976                               | Kornelia Ender                              | Petra Priemer                                  | Enith Brigitha                                 |
| Mosca 1980                                  | Barbara Krause                              | Caren Metschuck                                | Ines Diers                                     |
| Los Angeles 1984                            | Nancy Hogshead                              | —                                              | Annemarie Verstappen                           |
| Los Angeles 1984                            | Carrie Steinseifer                          | —                                              | Annemarie Verstappen                           |
| Seul 1988                                   | Kristin Otto                                | Zhuang Yong                                    | Catherine Plewinski                            |
| Barcellona 1992                             | Zhuang Yong                                 | Jenny Thompson                                 | Franziska van Almsick                          |
| Atlanta 1996                                | Le Jingyi                                   | Sandra Völker                                  | Angel Martino                                  |
| Sydney 2000                                 | Inge de Bruijn                              | Therese Alshammar                              | Jenny Thompson                                 |
| Sydney 2000                                 | Inge de Bruijn                              | Therese Alshammar                              | Dara Torres                                    |
| Atene 2004                                  | Jodie Henry                                 | Inge de Bruijn                                 | Natalie Coughlin                               |
| Pechino 2008                                | Britta Steffen                              | Lisbeth Lenton                                 | Natalie Coughlin                               |
| Londra 2012                                 | Ranomi Kromowidjojo                         | Aljaksandra Herasimenja                        | Tang Yi                                        |
| Rio de Janeiro 2016                         | Simone Manuel                               | —                                              | Sarah Sjöström                                 |
| Rio de Janeiro 2016                         | Penny Oleksiak                              | —                                              | Sarah Sjöström                                 |
| Tokyo 2020                                  | Emma McKeon                                 | Siobhán Haughey                                | Cate Campbell                                  |
| Parigi 2024                                 | Sarah Sjöström                              | Torri Huske                                    | Siobhán Haughey                                |
| Atleta meglio premiato: Dawn Fraser (3/0/0) | Atleta meglio premiato: Dawn Fraser (3/0/0) | Nazione meglio premiata: Stati Uniti (9/10/10) | Nazione meglio premiata: Stati Uniti (9/10/10) |

#### 200 metri
| Edizione                                                             | Oro                                                                  | Argento                                      | Bronzo                                       |
| -------------------------------------------------------------------- | -------------------------------------------------------------------- | -------------------------------------------- | -------------------------------------------- |
| Città del Messico 1968                                               | Debbie Meyer                                                         | Jan Henne                                    | Jane Barkman                                 |
| Monaco di Baviera 1972                                               | Shane Gould                                                          | Shirley Babashoff                            | Keena Rothhammer                             |
| Montréal 1976                                                        | Kornelia Ender                                                       | Shirley Babashoff                            | Enith Brigitha                               |
| Mosca 1980                                                           | Barbara Krause                                                       | Ines Diers                                   | Carmela Schmidt                              |
| Los Angeles 1984                                                     | Mary Wayte                                                           | Cynthia Woodhead                             | Annemarie Verstappen                         |
| Seul 1988                                                            | Heike Friedrich                                                      | Silvia Poll                                  | Manuela Stellmach                            |
| Barcellona 1992                                                      | Nicole Haislett                                                      | Franziska van Almsick                        | Kerstin Kielgass                             |
| Atlanta 1996                                                         | Claudia Poll                                                         | Franziska van Almsick                        | Dagmar Hase                                  |
| Sydney 2000                                                          | Susie O'Neill                                                        | Martina Moravcová                            | Claudia Poll                                 |
| Atene 2004                                                           | Camelia Potec                                                        | Federica Pellegrini                          | Solenne Figuès                               |
| Pechino 2008                                                         | Federica Pellegrini                                                  | Sara Isaković                                | Pang Jiaying                                 |
| Londra 2012                                                          | Allison Schmitt                                                      | Camille Muffat                               | Bronte Barratt                               |
| Rio de Janeiro 2016                                                  | Katie Ledecky                                                        | Sarah Sjöström                               | Emma McKeon                                  |
| Tokyo 2020                                                           | Ariarne Titmus                                                       | Siobhán Haughey                              | Penny Oleksiak                               |
| Parigi 2024                                                          | Mollie O'Callaghan                                                   | Ariarne Titmus                               | Siobhán Haughey                              |
| Atleta meglio premiato: Federica Pellegrini / Ariarne Titmus (1/1/0) | Atleta meglio premiato: Federica Pellegrini / Ariarne Titmus (1/1/0) | Nazione meglio premiata: Stati Uniti (5/4/2) | Nazione meglio premiata: Stati Uniti (5/4/2) |

#### 400 metri
| Edizione                                                         | Oro                                                              | Argento                                        | Bronzo                                         |
| ---------------------------------------------------------------- | ---------------------------------------------------------------- | ---------------------------------------------- | ---------------------------------------------- |
| Parigi 1924                                                      | Martha Norelius                                                  | Helen Wainwright                               | Gertrude Ederle                                |
| Amsterdam 1928                                                   | Martha Norelius                                                  | Maria Johanna Braun                            | Josephine McKim                                |
| Los Angeles 1932                                                 | Helene Madison                                                   | Lenore Wingard Kight                           | Jennie Maakal                                  |
| Berlino 1936                                                     | Rie Mastenbroek                                                  | Ragnhild Hveger                                | Lenore Wingard Kight                           |
| Londra 1948                                                      | Ann Curtis                                                       | Karen Harup                                    | Catherine Gibson                               |
| Helsinki 1952                                                    | Valéria Gyenge                                                   | Éva Novák                                      | Evelyn Kawamoto                                |
| Melbourne 1956                                                   | Lorraine Crapp                                                   | Dawn Fraser                                    | Sylvia Ruuska                                  |
| Roma 1960                                                        | Chris von Saltza                                                 | Jane Cederqvist                                | Tineke Lagerberg                               |
| Tokyo 1964                                                       | Virginia Duenkel                                                 | Marilyn Ramenofsky                             | Terri Lee Stickles                             |
| Città del Messico 1968                                           | Debbie Meyer                                                     | Linda Gustavson                                | Karen Moras                                    |
| Monaco di Baviera 1972                                           | Shane Gould                                                      | Novella Calligaris                             | Gudrun Wegner                                  |
| Montréal 1976                                                    | Petra Thümer                                                     | Shirley Babashoff                              | Shannon Smith                                  |
| Mosca 1980                                                       | Ines Diers                                                       | Petra Schneider                                | Carmela Schmidt                                |
| Los Angeles 1984                                                 | Tiffany Cohen                                                    | Sarah Hardcastle                               | June Croft                                     |
| Seul 1988                                                        | Janet Evans                                                      | Heike Friedrich                                | Anke Möhring                                   |
| Barcellona 1992                                                  | Dagmar Hase                                                      | Janet Evans                                    | Hayley Lewis                                   |
| Atlanta 1996                                                     | Michelle Smith                                                   | Dagmar Hase                                    | Kirsten Vlieghuis                              |
| Sydney 2000                                                      | Brooke Bennett                                                   | Diana Munz                                     | Claudia Poll                                   |
| Atene 2004                                                       | Laure Manaudou                                                   | Otylia Jędrzejczak                             | Kaitlin Sandeno                                |
| Pechino 2008                                                     | Rebecca Adlington                                                | Katie Hoff                                     | Joanne Jackson                                 |
| Londra 2012                                                      | Camille Muffat                                                   | Allison Schmitt                                | Rebecca Adlington                              |
| Rio de Janeiro 2016                                              | Katie Ledecky                                                    | Jazmin Carlin                                  | Leah Smith                                     |
| Tokyo 2020                                                       | Ariarne Titmus                                                   | Katie Ledecky                                  | Li Bingjie                                     |
| Parigi 2024                                                      | Ariarne Titmus                                                   | Summer McIntosh                                | Katie Ledecky                                  |
| Atleta meglio premiato: Martha Norelius / Ariarne Titmus (2/0/0) | Atleta meglio premiato: Martha Norelius / Ariarne Titmus (2/0/0) | Nazione meglio premiata: Stati Uniti (11/10/9) | Nazione meglio premiata: Stati Uniti (11/10/9) |

#### 800 metri
| Edizione                                         | Oro                                              | Argento                                       | Bronzo                                        |
| ------------------------------------------------ | ------------------------------------------------ | --------------------------------------------- | --------------------------------------------- |
| Città del Messico 1968                           | Debbie Meyer                                     | Pam Kruse                                     | María Teresa Ramírez                          |
| Monaco di Baviera 1972                           | Keena Rothhammer                                 | Shane Gould                                   | Novella Calligaris                            |
| Montréal 1976                                    | Petra Thümer                                     | Shirley Babashoff                             | Wendy Weinberg                                |
| Mosca 1980                                       | Michelle Ford                                    | Ines Diers                                    | Heike Dähne                                   |
| Los Angeles 1984                                 | Tiffany Cohen                                    | Michele Richardson                            | Sarah Hardcastle                              |
| Seul 1988                                        | Janet Evans                                      | Astrid Strauß                                 | Julie McDonald                                |
| Barcellona 1992                                  | Janet Evans                                      | Hayley Lewis                                  | Jana Henke                                    |
| Atlanta 1996                                     | Brooke Bennett                                   | Dagmar Hase                                   | Kirsten Vlieghuis                             |
| Sydney 2000                                      | Brooke Bennett                                   | Jana Kločkova                                 | Kaitlin Sandeno                               |
| Atene 2004                                       | Ai Shibata                                       | Laure Manaudou                                | Diana Munz                                    |
| Pechino 2008                                     | Rebecca Adlington                                | Alessia Filippi                               | Lotte Friis                                   |
| Londra 2012                                      | Katie Ledecky                                    | Mireia Belmonte García                        | Rebecca Adlington                             |
| Rio de Janeiro 2016                              | Katie Ledecky                                    | Jazmin Carlin                                 | Boglárka Kapás                                |
| Tokyo 2020                                       | Katie Ledecky                                    | Ariarne Titmus                                | Simona Quadarella                             |
| Parigi 2024                                      | Katie Ledecky                                    | Ariarne Titmus                                | Paige Madden                                  |
| Atleta meglio premiato: Kathleen Ledecky (4/0/0) | Atleta meglio premiato: Kathleen Ledecky (4/0/0) | Nazione meglio premiata: Stati Uniti (11/3/4) | Nazione meglio premiata: Stati Uniti (11/3/4) |

#### 1500 metri
| Edizione                                      | Oro                                           | Argento                                      | Bronzo                                       |
| --------------------------------------------- | --------------------------------------------- | -------------------------------------------- | -------------------------------------------- |
| Tokyo 2020                                    | Katie Ledecky                                 | Erica Sullivan                               | Sarah Köhler                                 |
| Parigi 2024                                   | Katie Ledecky                                 | Anastasija Kirpičnikova                      | Isabel Gose                                  |
| Atleta meglio premiato: Katie Ledecky (2/0/0) | Atleta meglio premiato: Katie Ledecky (2/0/0) | Nazione meglio premiata: Stati Uniti (2/0/0) | Nazione meglio premiata: Stati Uniti (2/0/0) |

### Dorso

#### 100 metri
| Edizione                                                          | Oro                                                               | Argento                                        | Bronzo                                         |
| ----------------------------------------------------------------- | ----------------------------------------------------------------- | ---------------------------------------------- | ---------------------------------------------- |
| Parigi 1924                                                       | Sybil Bauer                                                       | Phyllis Harding                                | Aileen Riggin                                  |
| Amsterdam 1928                                                    | Maria Johanna Braun                                               | Ellen King                                     | Joyce Cooper                                   |
| Los Angeles 1932                                                  | Eleanor Holm                                                      | Philomena Mealing                              | Valerie Davies                                 |
| Berlino 1936                                                      | Nida Senff                                                        | Rie Mastenbroek                                | Alice Bridges                                  |
| Londra 1948                                                       | Karen Harup                                                       | Suzanne Zimmerman                              | Judy-Joy Davies                                |
| Helsinki 1952                                                     | Joan Harrison                                                     | Geertje Wielema                                | Jean Stewart                                   |
| Melbourne 1956                                                    | Judy Grinham                                                      | Carin Cone                                     | Margaret Edwards                               |
| Roma 1960                                                         | Lynn Burke                                                        | Natalie Steward                                | Satoko Tanaka                                  |
| Tokyo 1964                                                        | Cathy Ferguson                                                    | Christine Caron                                | Virginia Duenkel                               |
| Città del Messico 1968                                            | Kaye Hall                                                         | Elaine Tanner                                  | Jane Swagerty                                  |
| Monaco di Baviera 1972                                            | Melissa Belote                                                    | Andrea Gyarmati                                | Susie Atwood                                   |
| Montréal 1976                                                     | Ulrike Richter                                                    | Birgit Treiber                                 | Nancy Garapick                                 |
| Mosca 1980                                                        | Rica Reinisch                                                     | Ina Kleber                                     | Petra Riedel                                   |
| Los Angeles 1984                                                  | Theresa Andrews                                                   | Betsy Mitchell                                 | Jolanda de Rover                               |
| Seul 1988                                                         | Kristin Otto                                                      | Krisztina Egerszegi                            | Cornelia Sirch                                 |
| Barcellona 1992                                                   | Krisztina Egerszegi                                               | Tünde Szabó                                    | Lea Loveless                                   |
| Atlanta 1996                                                      | Beth Botsford                                                     | Whitney Hedgepeth                              | Marianne Kriel                                 |
| Sydney 2000                                                       | Diana Mocanu                                                      | Mai Nakamura                                   | Nina Živanevskaja                              |
| Atene 2004                                                        | Natalie Coughlin                                                  | Kirsty Coventry                                | Laure Manaudou                                 |
| Pechino 2008                                                      | Natalie Coughlin                                                  | Kirsty Coventry                                | Margaret Hoelzer                               |
| Londra 2012                                                       | Missy Franklin                                                    | Emily Seebohm                                  | Aya Terakawa                                   |
| Rio de Janeiro 2016                                               | Katinka Hosszú                                                    | Kathleen Baker                                 | Kylie Masse                                    |
| Rio de Janeiro 2016                                               | Katinka Hosszú                                                    | Kathleen Baker                                 | Fu Yuanhui                                     |
| Tokyo 2020                                                        | Kaylee McKeown                                                    | Kylie Masse                                    | Regan Smith                                    |
| Parigi 2024                                                       | Kaylee McKeown                                                    | Regan Smith                                    | Katharine Berkoff                              |
| Atleta meglio premiato: Natalie Coughlin / Kaylee McKeown (2/0/0) | Atleta meglio premiato: Natalie Coughlin / Kaylee McKeown (2/0/0) | Nazione meglio premiata: Stati Uniti (11/6/10) | Nazione meglio premiata: Stati Uniti (11/6/10) |

#### 200 metri
| Edizione                                            | Oro                                                 | Argento                                      | Bronzo                                       |
| --------------------------------------------------- | --------------------------------------------------- | -------------------------------------------- | -------------------------------------------- |
| Città del Messico 1968                              | Lillian Watson                                      | Elaine Tanner                                | Kaye Hall                                    |
| Monaco di Baviera 1972                              | Melissa Belote                                      | Susie Atwood                                 | Donna Gurr                                   |
| Montréal 1976                                       | Ulrike Richter                                      | Birgit Treiber                               | Nancy Garapick                               |
| Mosca 1980                                          | Rica Reinisch                                       | Cornelia Polit                               | Birgit Treiber                               |
| Los Angeles 1984                                    | Jolanda de Rover                                    | Amy White                                    | Aneta Pătrășcoiu                             |
| Seul 1988                                           | Krisztina Egerszegi                                 | Katrin Zimmermann                            | Cornelia Sirch                               |
| Barcellona 1992                                     | Krisztina Egerszegi                                 | Dagmar Hase                                  | Nicole Stevenson                             |
| Atlanta 1996                                        | Krisztina Egerszegi                                 | Whitney Hedgepeth                            | Cathleen Rund                                |
| Sydney 2000                                         | Diana Mocanu                                        | Roxana Maracineanu                           | Miki Nakao                                   |
| Atene 2004                                          | Kirsty Coventry                                     | Stanislava Komarova                          | Antje Buschschulte                           |
| Atene 2004                                          | Kirsty Coventry                                     | Stanislava Komarova                          | Reiko Nakamura                               |
| Pechino 2008                                        | Kirsty Coventry                                     | Margaret Hoelzer                             | Reiko Nakamura                               |
| Londra 2012                                         | Missy Franklin                                      | Anastasija Zueva                             | Elizabeth Beisel                             |
| Rio de Janeiro 2016                                 | Maya DiRado                                         | Katinka Hosszú                               | Hilary Caldwell                              |
| Tokyo 2020                                          | Kaylee McKeown                                      | Kylie Masse                                  | Emily Seebohm                                |
| Parigi 2024                                         | Kaylee McKeown                                      | Regan Smith                                  | Kylie Masse                                  |
| Atleta meglio premiato: Krisztina Egerszegi (3/0/0) | Atleta meglio premiato: Krisztina Egerszegi (3/0/0) | Nazione meglio premiata: Stati Uniti (4/5/3) | Nazione meglio premiata: Stati Uniti (4/5/3) |

### Rana

#### 100 metri
| Edizione                                     | Oro                                          | Argento                                      | Bronzo                                       |
| -------------------------------------------- | -------------------------------------------- | -------------------------------------------- | -------------------------------------------- |
| Città del Messico 1968                       | Đurđica Bjedov                               | Galina Prozumenščikova                       | Sharon Wichman                               |
| Monaco di Baviera 1972                       | Catherine Carr                               | Galina Prozumenščikova                       | Beverley Whitfield                           |
| Montréal 1976                                | Hannelore Anke                               | Ljubov' Rusanova                             | Marina Koševaja                              |
| Mosca 1980                                   | Ute Geweniger                                | Ėl'vira Vasil'kova                           | Susanne Nielsson                             |
| Los Angeles 1984                             | Petra van Staveren                           | Anne Ottenbrite                              | Catherine Poirot                             |
| Seul 1988                                    | Tanja Dangalakova                            | Antoaneta Frenkeva                           | Silke Hörner                                 |
| Barcellona 1992                              | Elena Rudkovskaja                            | Anita Nall                                   | Samantha Riley                               |
| Atlanta 1996                                 | Penelope Heyns                               | Amanda Beard                                 | Samantha Riley                               |
| Sydney 2000                                  | Megan Quann                                  | Leisel Jones                                 | Penelope Heyns                               |
| Atene 2004                                   | Luo Xuejuan                                  | Brooke Hanson                                | Leisel Jones                                 |
| Pechino 2008                                 | Leisel Jones                                 | Rebecca Soni                                 | Mirna Jukić                                  |
| Londra 2012                                  | Rūta Meilutytė                               | Rebecca Soni                                 | Satomi Suzuki                                |
| Rio de Janeiro 2016                          | Lilly King                                   | Julija Efimova                               | Katie Meili                                  |
| Tokyo 2020                                   | Lydia Jacoby                                 | Tatjana Schoenmaker                          | Lilly King                                   |
| Parigi 2024                                  | Tatjana Schoenmaker                          | Tang Qianting                                | Mona McSharry                                |
| Atleta meglio premiato: Leisel Jones (1/1/1) | Atleta meglio premiato: Leisel Jones (1/1/1) | Nazione meglio premiata: Stati Uniti (4/4/3) | Nazione meglio premiata: Stati Uniti (4/4/3) |

#### 200 metri
| Edizione                                     | Oro                                          | Argento                                      | Bronzo                                       |
| -------------------------------------------- | -------------------------------------------- | -------------------------------------------- | -------------------------------------------- |
| Parigi 1924                                  | Lucy Morton                                  | Agnes Geraghty                               | Gladys Carson                                |
| Amsterdam 1928                               | Hildegard Schrader                           | Mietje Baron                                 | Lotte Mühe                                   |
| Los Angeles 1932                             | Clare Dennis                                 | Hideko Maehata                               | Else Jacobsen                                |
| Berlino 1936                                 | Hideko Maehata                               | Martha Genenger                              | Inge Sørensen                                |
| Londra 1948                                  | Petronella van Vliet                         | Nancy Lyons                                  | Éva Novák                                    |
| Helsinki 1952                                | Éva Székely                                  | Éva Novák                                    | Elenor Gordon                                |
| Melbourne 1956                               | Ursula Happe                                 | Éva Székely                                  | Eva-Maria ten Elsen                          |
| Roma 1960                                    | Anita Lonsbrough                             | Wiltrud Urselmann                            | Barbara Göbel                                |
| Tokyo 1964                                   | Galina Prozumenščikova                       | Claudia Kolb                                 | Svetlana Babanina                            |
| Città del Messico 1968                       | Sharon Wichman                               | Đurđica Bjedov                               | Galina Prozumenščikova                       |
| Monaco di Baviera 1972                       | Beverley Whitfield                           | Dana Schoenfield                             | Galina Prozumenščikova                       |
| Montréal 1976                                | Marina Koševaja                              | Marina Jurčenja                              | Ljubov' Rusanova                             |
| Mosca 1980                                   | Lina Kačiušytė                               | Svetlana Varganova                           | Julija Bogdanova                             |
| Los Angeles 1984                             | Anne Ottenbrite                              | Susan Rapp                                   | Ingrid Lempereur                             |
| Seul 1988                                    | Silke Hörner                                 | Huang Xiaomin                                | Antoaneta Frenkeva                           |
| Barcellona 1992                              | Kyōko Iwasaki                                | Lin Li                                       | Anita Nall                                   |
| Atlanta 1996                                 | Penny Heyns                                  | Amanda Beard                                 | Ágnes Kovács                                 |
| Sydney 2000                                  | Ágnes Kovács                                 | Kristy Kowal                                 | Amanda Beard                                 |
| Atene 2004                                   | Amanda Beard                                 | Leisel Jones                                 | Anne Poleska                                 |
| Pechino 2008                                 | Rebecca Soni                                 | Leisel Jones                                 | Sara Nordenstam                              |
| Londra 2012                                  | Rebecca Soni                                 | Satomi Suzuki                                | Julija Efimova                               |
| Rio de Janeiro 2016                          | Rie Kanetō                                   | Julija Efimova                               | Shi Jinglin                                  |
| Tokyo 2020                                   | Tatjana Schoenmaker                          | Lilly King                                   | Annie Lazor                                  |
| Parigi 2024                                  | Kate Douglass                                | Tatjana Schoenmaker                          | Tes Schouten                                 |
| Atleta meglio premiato: Rebecca Soni (2/0/0) | Atleta meglio premiato: Rebecca Soni (2/0/0) | Nazione meglio premiata: Stati Uniti (5/7/3) | Nazione meglio premiata: Stati Uniti (5/7/3) |

### Farfalla

#### 100 metri
| Edizione                                                     | Oro                                                          | Argento                                      | Bronzo                                       |
| ------------------------------------------------------------ | ------------------------------------------------------------ | -------------------------------------------- | -------------------------------------------- |
| Melbourne 1956                                               | Shelley Mann                                                 | Nancy Ramey                                  | Mary Jane Sears                              |
| Roma 1960                                                    | Carolyn Schuler                                              | Marianne Heemskerk                           | Janice Andrew                                |
| Tokyo 1964                                                   | Sharon Stouder                                               | Ada Kok                                      | Kathleen Ellis                               |
| Città del Messico 1968                                       | Lyn McClements                                               | Ellie Daniel                                 | Susan Shields                                |
| Monaco di Baviera 1972                                       | Mayumi Aoki                                                  | Roswitha Beier                               | Andrea Gyarmati                              |
| Montréal 1976                                                | Kornelia Ender                                               | Andrea Pollack                               | Wendy Boglioli                               |
| Mosca 1980                                                   | Caren Metschuck                                              | Andrea Pollack                               | Christiane Knacke                            |
| Los Angeles 1984                                             | Mary T. Meagher                                              | Jenna Johnson                                | Karin Seick                                  |
| Seul 1988                                                    | Kristin Otto                                                 | Birte Weigang                                | Qian Hong                                    |
| Barcellona 1992                                              | Qian Hong                                                    | Crissy Ahmann-Leighton                       | Catherine Plewinski                          |
| Atlanta 1996                                                 | Amy Van Dyken                                                | Liu Limin                                    | Angel Martino                                |
| Sydney 2000                                                  | Inge de Bruijn                                               | Martina Moravcová                            | Dara Torres                                  |
| Atene 2004                                                   | Petria Thomas                                                | Otylia Jędrzejczak                           | Inge de Bruijn                               |
| Pechino 2008                                                 | Lisbeth Lenton                                               | Christine Magnuson                           | Jessicah Schipper                            |
| Londra 2012                                                  | Dana Vollmer                                                 | Lu Ying                                      | Alicia Coutts                                |
| Rio de Janeiro 2016                                          | Sarah Sjöström                                               | Penny Oleksiak                               | Dana Vollmer                                 |
| Tokyo 2020                                                   | Margaret MacNeil                                             | Zhang Yufei                                  | Emma McKeon                                  |
| Parigi 2024                                                  | Torri Huske                                                  | Gretchen Walsh                               | Zhang Yufei                                  |
| Atleta meglio premiato: Inge de Bruijn / Dana Vollmer(1/0/1) | Atleta meglio premiato: Inge de Bruijn / Dana Vollmer(1/0/1) | Nazione meglio premiata: Stati Uniti (7/5/7) | Nazione meglio premiata: Stati Uniti (7/5/7) |

#### 200 metri
| Edizione                                      | Oro                                           | Argento                                      | Bronzo                                       |
| --------------------------------------------- | --------------------------------------------- | -------------------------------------------- | -------------------------------------------- |
| Città del Messico 1968                        | Ada Kok                                       | Helga Lindner                                | Ellie Daniel                                 |
| Monaco di Baviera 1972                        | Karen Moe                                     | Lynn Colella                                 | Ellie Daniel                                 |
| Montréal 1976                                 | Andrea Pollack                                | Ulrike Tauber                                | Rosemarie Gabriel                            |
| Mosca 1980                                    | Ines Geißler                                  | Sybille Schönrock                            | Michelle Ford                                |
| Los Angeles 1984                              | Mary T. Meagher                               | Karen Phillips                               | Ina Beyermann                                |
| Seul 1988                                     | Kathleen Nord                                 | Birte Weigang                                | Mary T. Meagher                              |
| Barcellona 1992                               | Summer Sanders                                | Wang Xiaohong                                | Susie O'Neill                                |
| Atlanta 1996                                  | Susie O'Neill                                 | Petria Thomas                                | Michelle Smith                               |
| Sydney 2000                                   | Misty Hyman                                   | Susie O'Neill                                | Petria Thomas                                |
| Atene 2004                                    | Otylia Jędrzejczak                            | Petria Thomas                                | Yūko Nakanishi                               |
| Pechino 2008                                  | Liu Zige                                      | Jiao Liuyang                                 | Jessicah Schipper                            |
| Londra 2012                                   | Jiao Liuyang                                  | Mireia Belmonte García                       | Natsumi Hoshi                                |
| Rio de Janeiro 2016                           | Mireia Belmonte García                        | Madeline Groves                              | Natsumi Hoshi                                |
| Tokyo 2020                                    | Zhang Yufei                                   | Regan Smith                                  | Hali Flickinger                              |
| Parigi 2024                                   | Summer McIntosh                               | Regan Smith                                  | Zhang Yufei                                  |
| Atleta meglio premiato: Susie O'Neill (1/1/1) | Atleta meglio premiato: Susie O'Neill (1/1/1) | Nazione meglio premiata: Stati Uniti (4/3/4) | Nazione meglio premiata: Stati Uniti (4/3/4) |

### Misti

#### 200 metri
| Edizione                                      | Oro                                           | Argento                                      | Bronzo                                       |
| --------------------------------------------- | --------------------------------------------- | -------------------------------------------- | -------------------------------------------- |
| Città del Messico 1968                        | Claudia Kolb                                  | Susan Pedersen                               | Jan Henne                                    |
| Monaco di Baviera 1972                        | Shane Gould                                   | Kornelia Ender                               | Lynn Vidali                                  |
| Los Angeles 1984                              | Tracy Caulkins                                | Nancy Hogshead                               | Michelle Pearson                             |
| Seul 1988                                     | Daniela Hunger                                | Elena Dendeberova                            | Noemi Lung                                   |
| Barcellona 1992                               | Lin Li                                        | Summer Sanders                               | Daniela Hunger                               |
| Atlanta 1996                                  | Michelle Smith                                | Marianne Limpert                             | Lin Li                                       |
| Sydney 2000                                   | Jana Kločkova                                 | Beatrice Căslaru                             | Cristina Teuscher                            |
| Atene 2004                                    | Jana Kločkova                                 | Amanda Beard                                 | Kirsty Coventry                              |
| Pechino 2008                                  | Stephanie Rice                                | Kirsty Coventry                              | Natalie Coughlin                             |
| Londra 2012                                   | Ye Shiwen                                     | Alicia Coutts                                | Caitlin Leverenz                             |
| Rio de Janeiro 2016                           | Katinka Hosszú                                | Siobhan-Marie O'Connor                       | Maya DiRado                                  |
| Tokyo 2020                                    | Yui Ōhashi                                    | Alexandra Walsh                              | Kate Douglass                                |
| Parigi 2024                                   | Summer McIntosh                               | Kate Douglass                                | Kaylee McKeown                               |
| Atleta meglio premiato: Jana Kločkova (2/0/0) | Atleta meglio premiato: Jana Kločkova (2/0/0) | Nazione meglio premiata: Stati Uniti (2/6/7) | Nazione meglio premiata: Stati Uniti (2/6/7) |

#### 400 metri
| Edizione                                      | Oro                                           | Argento                                      | Bronzo                                       |
| --------------------------------------------- | --------------------------------------------- | -------------------------------------------- | -------------------------------------------- |
| Tokyo 1964                                    | Donna de Varona                               | Sharon Finneran                              | Martha Randall                               |
| Città del Messico 1968                        | Claudia Kolb                                  | Lynn Vidali                                  | Sabine Steinbach                             |
| Monaco di Baviera 1972                        | Gail Neall                                    | Leslie Cliff                                 | Novella Calligaris                           |
| Montréal 1976                                 | Ulrike Tauber                                 | Cheryl Gibson                                | Becky Smith                                  |
| Mosca 1980                                    | Petra Schneider                               | Sharron Davies                               | Agnieszka Czopek                             |
| Los Angeles 1984                              | Tracy Caulkins                                | Suzanne Landells                             | Petra Zindler                                |
| Seul 1988                                     | Janet Evans                                   | Noemi Lung                                   | Daniela Hunger                               |
| Barcellona 1992                               | Krisztina Egerszegi                           | Lin Li                                       | Summer Sanders                               |
| Atlanta 1996                                  | Michelle Smith                                | Allison Wagner                               | Krisztina Egerszegi                          |
| Sydney 2000                                   | Jana Kločkova                                 | Yasuko Tajima                                | Beatrice Căslaru                             |
| Atene 2004                                    | Jana Kločkova                                 | Kaitlin Sandeno                              | Georgina Bardach                             |
| Pechino 2008                                  | Stephanie Rice                                | Kirsty Coventry                              | Katie Hoff                                   |
| Londra 2012                                   | Ye Shiwen                                     | Elizabeth Beisel                             | Li Xuanxu                                    |
| Rio de Janeiro 2016                           | Katinka Hosszú                                | Maya DiRado                                  | Mireia Belmonte García                       |
| Tokyo 2020                                    | Yui Ōhashi                                    | Emma Weyant                                  | Hali Flickinger                              |
| Parigi 2024                                   | Summer McIntosh                               | Katie Grimes                                 | Emma Weyant                                  |
| Atleta meglio premiato: Jana Kločkova (2/0/0) | Atleta meglio premiato: Jana Kločkova (2/0/0) | Nazione meglio premiata: Stati Uniti (4/8/5) | Nazione meglio premiata: Stati Uniti (4/8/5) |

### Staffette

#### 4x100m stile libero
| Edizione                                      | Oro           | Argento       | Bronzo                    |
| --------------------------------------------- | ------------- | ------------- | ------------------------- |
| Stoccolma 1912                                | Gran Bretagna | Germania      | Austria                   |
| Anversa 1920                                  | Stati Uniti   | Gran Bretagna | Svezia                    |
| Parigi 1924                                   | Stati Uniti   | Gran Bretagna | Svezia                    |
| Amsterdam 1928                                | Stati Uniti   | Gran Bretagna | Sudafrica                 |
| Los Angeles 1932                              | Stati Uniti   | Paesi Bassi   | Gran Bretagna             |
| Berlino 1936                                  | Paesi Bassi   | Germania      | Stati Uniti               |
| Londra 1948                                   | Stati Uniti   | Danimarca     | Paesi Bassi               |
| Helsinki 1952                                 | Ungheria      | Paesi Bassi   | Stati Uniti               |
| Melbourne 1956                                | Australia     | Stati Uniti   | Sudafrica                 |
| Roma 1960                                     | Stati Uniti   | Australia     | Squadra Unificata Tedesca |
| Tokyo 1964                                    | Stati Uniti   | Australia     | Paesi Bassi               |
| Città del Messico 1968                        | Stati Uniti   | Germania Est  | Canada                    |
| Monaco di Baviera 1972                        | Stati Uniti   | Germania Est  | Germania Ovest            |
| Montréal 1976                                 | Stati Uniti   | Germania Est  | Canada                    |
| Mosca 1980                                    | Germania Est  | Svezia        | Paesi Bassi               |
| Los Angeles 1984                              | Stati Uniti   | Paesi Bassi   | Germania Ovest            |
| Seul 1988                                     | Germania Est  | Paesi Bassi   | Stati Uniti               |
| Barcellona 1992                               | Stati Uniti   | Cina          | Germania                  |
| Atlanta 1996                                  | Stati Uniti   | Cina          | Germania                  |
| Sydney 2000                                   | Stati Uniti   | Paesi Bassi   | Svezia                    |
| Atene 2004                                    | Australia     | Stati Uniti   | Paesi Bassi               |
| Pechino 2008                                  | Paesi Bassi   | Stati Uniti   | Australia                 |
| Londra 2012                                   | Australia     | Paesi Bassi   | Stati Uniti               |
| Rio de Janeiro 2016                           | Australia     | Stati Uniti   | Canada                    |
| Tokyo 2020                                    | Australia     | Canada        | Stati Uniti               |
| Parigi 2024                                   | Australia     | Stati Uniti   | Cina                      |
| Nazione meglio premiata: Stati Uniti (14/5/5) |               |               |                           |

#### 4x200m stile libero
| Edizione                                     | Oro         | Argento     | Bronzo      |
| -------------------------------------------- | ----------- | ----------- | ----------- |
| Atlanta 1996                                 | Stati Uniti | Germania    | Australia   |
| Sydney 2000                                  | Stati Uniti | Australia   | Germania    |
| Atene 2004                                   | Stati Uniti | Cina        | Germania    |
| Pechino 2008                                 | Australia   | Cina        | Stati Uniti |
| Londra 2012                                  | Stati Uniti | Australia   | Francia     |
| Rio de Janeiro 2016                          | Stati Uniti | Australia   | Canada      |
| Tokyo 2020                                   | Cina        | Stati Uniti | Australia   |
| Parigi 2024                                  | Australia   | Stati Uniti | Cina        |
| Nazione meglio premiata: Stati Uniti (5/3/1) |             |             |             |

#### 4x100m misti
| Edizione                                      | Oro          | Argento        | Bronzo                    |
| --------------------------------------------- | ------------ | -------------- | ------------------------- |
| Roma 1960                                     | Stati Uniti  | Australia      | Squadra Unificata Tedesca |
| Tokyo 1964                                    | Stati Uniti  | Paesi Bassi    | Unione Sovietica          |
| Città del Messico 1968                        | Stati Uniti  | Australia      | Germania Ovest            |
| Monaco di Baviera 1972                        | Stati Uniti  | Germania Est   | Germania Ovest            |
| Montréal 1976                                 | Germania Est | Stati Uniti    | Canada                    |
| Mosca 1980                                    | Germania Est | Gran Bretagna  | Unione Sovietica          |
| Los Angeles 1984                              | Stati Uniti  | Germania Ovest | Canada                    |
| Seul 1988                                     | Germania Est | Stati Uniti    | Canada                    |
| Barcellona 1992                               | Stati Uniti  | Germania       | Squadra Unificata         |
| Atlanta 1996                                  | Stati Uniti  | Australia      | Cina                      |
| Sydney 2000                                   | Stati Uniti  | Australia      | Giappone                  |
| Atene 2004                                    | Australia    | Stati Uniti    | Germania                  |
| Pechino 2008                                  | Australia    | Stati Uniti    | Cina                      |
| Londra 2012                                   | Stati Uniti  | Australia      | Giappone                  |
| Rio de Janeiro 2016                           | Stati Uniti  | Australia      | Danimarca                 |
| Tokyo 2020                                    | Australia    | Stati Uniti    | Canada                    |
| Parigi 2024                                   | Stati Uniti  | Australia      | Cina                      |
| Nazione meglio premiata: Stati Uniti (10/5/0) |              |                |                           |

### Acque libere

#### Maratona 10 chilometri
| Edizione                                              | Oro                                                   | Argento                                      | Bronzo                                       |
| ----------------------------------------------------- | ----------------------------------------------------- | -------------------------------------------- | -------------------------------------------- |
| Pechino 2008                                          | Larisa Il'čenko                                       | Keri-Anne Payne                              | Cassandra Patten                             |
| Londra 2012                                           | Éva Risztov                                           | Haley Anderson                               | Martina Grimaldi                             |
| Rio de Janeiro 2016                                   | Sharon van Rouwendaal                                 | Rachele Bruni                                | Poliana Okimoto                              |
| Tokyo 2020                                            | Ana Marcela Cunha                                     | Sharon van Rouwendaal                        | Kareena Lee                                  |
| Parigi 2024                                           | Sharon van Rouwendaal                                 | Moesha Johnson                               | Ginevra Taddeucci                            |
| Atleta meglio premiato: Sharon van Rouwendaal (2/1/0) | Atleta meglio premiato: Sharon van Rouwendaal (2/1/0) | Nazione meglio premiata: Paesi Bassi (2/1/0) | Nazione meglio premiata: Paesi Bassi (2/1/0) |

### Eventi non più disputati

#### 300m stile libero
| Edizione     | Oro               | Argento             | Bronzo          |
| ------------ | ----------------- | ------------------- | --------------- |
| Anversa 1920 | Ethelda Bleibtrey | Margaret Woodbridge | Frances Schroth |